# Penske Media Corporation
 (août 2020).
Si vous disposez d'ouvrages ou d'articles de référence ou si vous connaissez des sites web de qualité traitant du thème abordé ici, merci de compléter l'article en donnant les références utiles à sa vérifiabilité et en les liant à la section « Notes et références ».
Penske Media Corporation est un groupe de média américain fondé en 2003, basé à Los Angeles et à New York et propriétaire notamment de Variety, IndieWire, Deadline, Rolling Stone Magazine, TVLine.com, BGR.com, et des Gold Derby Awards.

## Voir Aussi
- Boy Genius Report